# Federico Renjifo
Federico Renjifo, né le 6 décembre 1953 à Buga, est un homme politique colombien. 
Il occupe les postes de ministre des Mines et de l'Énergie et de l'Intérieur sous la présidence de Juan Manuel Santos.
De 2013 à 2018, il est ambassadeur en France.